# Henan

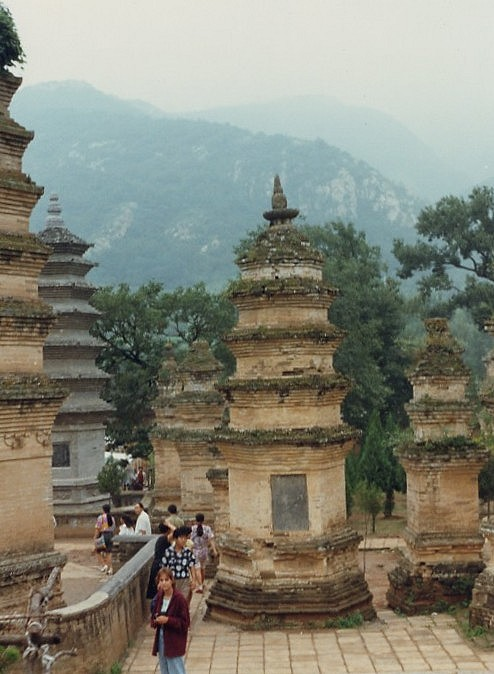
Stupe la Templul Shaolin

Henan (河南; alternativ Honan) este o provincie a Chinei fără ieșire la mare în partea centrală a țării. Henan este adesea denumit Zhongyuan sau Zhongzhou (中州), ceea ce înseamnă literalmente „câmpie centrală” sau „țară de mijloc”, deși numele este aplicat și Chinei în întregime. Henan este locul de naștere al civilizației chineze, cu peste 3.000 de ani de istorie scrisă, și a rămas centrul cultural, economic și politic al Chinei până acum aproximativ 1.000 de ani.

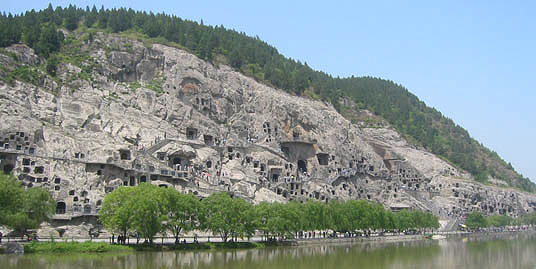
Grotele Longmen

Provincia Henan găzduiește multe situri de patrimoniu, inclusiv ruinele capitalei dinastiei Shang orașul Yin și Templul Shaolin. Patru dintre cele opt mari capitale antice ale Chinei, Luoyang, Anyang, Kaifeng și Zhengzhou, se află în Henan. Practicile tai chi de asemenea își au începutul în satul Chen Jia Gou (stilul Chen), la fel ca și stilurile Yang și Wu de mai târziu.
Deși numele provinciei (河南) înseamnă „la sud de râu”, aproximativ un sfert din provincie se află la nord de Fluviul Galben, cunoscut și sub numele de Huang He. Cu o suprafață de 167.000 kilometri pătrați (64.479 mi2), Henan cuprinde o mare parte a câmpiei fertile și dens populate a Chinei de Nord. Provinciile învecinate sunt Shaanxi, Shanxi, Hebei, Shandong, Anhui și Hubei. Henan este a treia provincie din China după populație, cu peste 96 milioane de locuitori. Henan este și cea de-a șaptea entitate subnațională din lume după populație și, dacă ar fi o țară de sine stătătoare, Henan ar fi a 14-a cea mai populată țară din lume, înaintea Egiptului și Vietnamului.
Henan are a 5-a economie după mărime dintre provinciile Chinei și cea mai mare dintre provinciile interioare. Cu toate acestea, PIB-ul pe cap de locuitor este scăzut în comparație cu alte provincii centrale și de est.
Henan este una dintre zonele mai puțin dezvoltate din China din punct de vedere economic. Economia continuă să crească pe baza prețurilor la aluminiu și cărbune, precum și pe baza agriculturii, industriei grele, turismului și comerțului cu amănuntul. Industriile de înaltă tehnologie și sectorul serviciilor sunt subdezvoltate și se concentrează în jurul orașelor Zhengzhou și Luoyang.

## Impărțirea administrativă
In provincie se află 17 orașe-districte:
| - Zhengzhou, - Kaifeng, - Luoyang, - Pingdingshan, - Jiaozuo, | - Hebi, - Xinxiang, - Anyang, - Puyang, - Xuchang, | - Luohe, - Sanmenxia, - Nanyang, - Shangqiu, - Xinyang, | - Zhoukou, - Zhumadian. |

- la care se adaugă orașul Jiyuan.